# Hof Birkenfeld
Hof Birkenfeld, früher auch Birkenfelderhof, ist eine Kleinsiedlung, die auf der Gemarkung des Königheimer Ortsteils Pülfringen im Main-Tauber-Kreis liegt.

## Geographie
Hof Birkenfeld liegt etwa sieben Kilometer südwestlich von Königheim. Die umgebenden Orte sind Pülfringen nach etwa zwei Kilometern in westlicher Richtung, Brehmen nach etwa zwei Kilometern in südlicher Richtung und Gissigheim nach etwa drei Kilometern in nordöstlicher Richtung.

## Geschichte

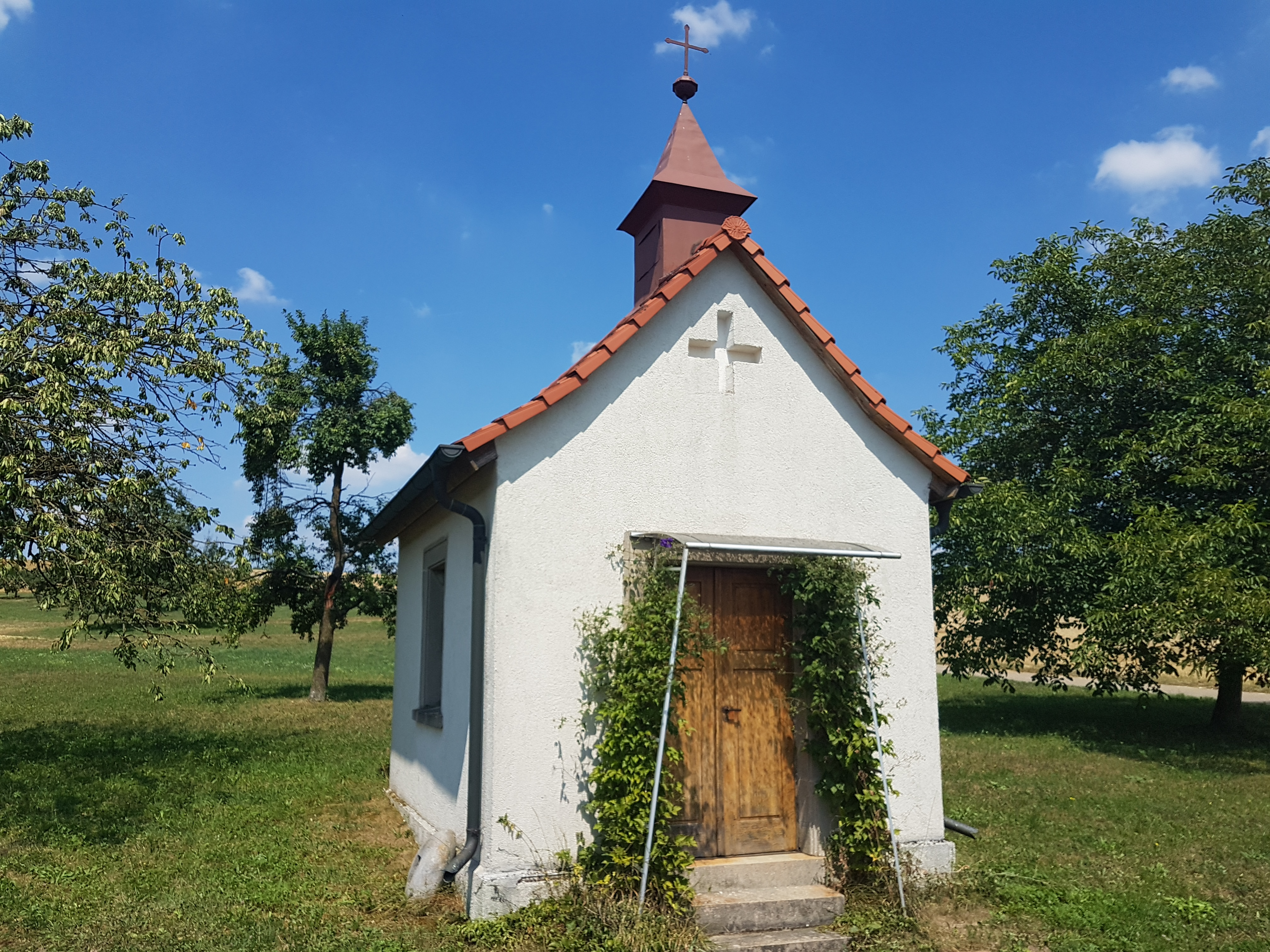
Kapelle in Hof Birkenfeld, 2018

Im Jahre 1358 wurde Hof Birkenfeld erstmals urkundlich als Birkenfelt erwähnt; In den Überlieferungen wird von einem „Edelknecht Gerlach von Birkenfeld“ gesprochen. 1444 folgte eine weitere urkundliche Erwähnung als Birkenfelt. Nach Amorbacher Aufzeichnungen war die Kleinsiedlung wohl schon seit dem Jahre 1197 im Besitz des Klosters Amorbach. Der Ort unterstand stets den gleichen Herrschaften wie Pülfringen. Auf dem Messtischblatt Nr. 6423 „Gissigheim“ von 1886 war der Wohnplatz als Birkenfeld mit einem halben Dutzend Gebäuden verzeichnet.
Nach dem Ersten Weltkrieg wurde die Hofkapelle errichtet. Auf dem aktualisierten Messtischblatt Nr. 6423 „Gissigheim“ von 1937 war der Ort ebenfalls als Birkenfeld und ohne nennenswerten Gebäudezuwachs verzeichnet. Am 31. Dezember 1973 wurde die Gemeinde Pülfringen, zu der Hof Birkenfeld gehörte, nach Königheim eingemeindet.

## Kultur und Sehenswürdigkeiten

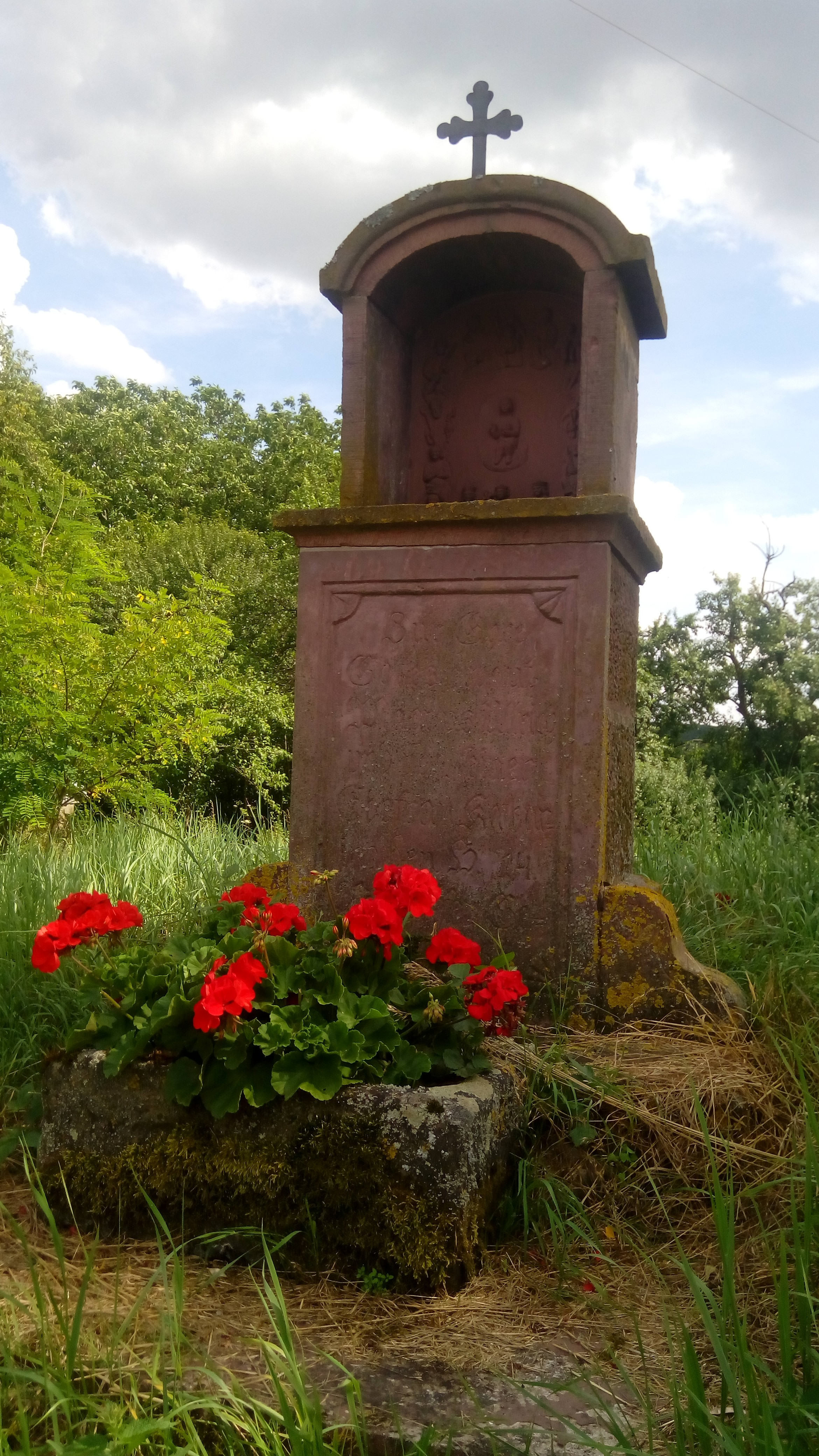
Bildstockhäuschen mit 14-Nothelfer-Darstellung

Am Wohnplatz befindet sich die Hofkapelle. Die Kapelle wurde für zwei gefallene Söhne des Dorfes, die vom Ersten Weltkrieg nicht zurückgekehrt waren, errichtet. Ein Bildstockhäuschen mit der Darstellung der 14 Nothelfer stammt aus dem Jahre 1855.

## Wirtschaft und Infrastruktur

### Solarpark Hof Birkenfeld
Im Januar 2022 wurden Pläne für die Photovoltaik-Freiflächenanlage „Solarpark Hof Birkenfeld“ unmittelbar an der Kleinsiedlung bei Pülfringen vorgestellt. Der Solarpark solle etwa 13 Hektar Fläche umfassen und als dritte von vier Freiflächen-Photovoltaikanlagen, die von der Gemeinde Königheim initiiert wurden, mit einer jährlichen Leistung von rund 10,5 Megawatt-Peak (MWp) Strom für mehr als 3500 Haushalte liefern. Es handelte sich um die dritte Photovoltaik-Freiflächenanlage auf Königheimer Gemarkung. Die ersten beiden Anlagen wurde 2020 bei Weikerstetten sowie an der Schwarzfeld-Siedlung genehmigt.

### Verkehr
Der Wohnplatz ist über einen zwischen Gissigheim und Brehmen von der K 2884 abzweigenden Wirtschaftsweg sowie über einen in Pülfringen von der K 2834 abzweigenden Wirtschaftsweg zu erreichen. Am Wohnplatz befindet sich die gleichnamige Straße Hof Birkenfeld